# Vire
För andra betydelser, se Vire (olika betydelser).
Vire är en kommun i departementet Calvados i regionen Normandie i norra Frankrike. Kommunen ligger i kantonen Vire som ligger i arrondissementet Vire. År 2018 hade Vire 10 762 invånare.

## Befolkningsutveckling
Antalet invånare i kommunen Vire
Referens:INSEE